# Sussat
Sussat é uma comuna francesa na região administrativa de Auvérnia-Ródano-Alpes, no departamento Allier. Estende-se por uma área de 7,9 km². Em 2010 a comuna tinha 106 habitantes (densidade: 13,4 hab./km²).